# Les Nuits d'amour des sorcières
Pour plus de détails, voir Fiche technique et Distribution.
Les Nuits d'amour des sorcières (La noche de los brujos) est un film d'épouvante fantastique espagnol réalisé par Amando de Ossorio et sorti en 1974.

## Synopsis
Dans un prologue de 1910, une missionnaire anonyme (Barbara King) est enlevée par des bokor (sorciers) indigènes pour être sacrifiée lors d'une pleine lune. Les bokor l'attachent entre deux poteaux, la fouettent, puis la portent jusqu'à un autel de pierre où ils la décapitent. La cérémonie est cependant interrompue par des soldats qui tirent sur tous les participants. Dans la mêlée, un démon prend possession de la femme sans qu'elle s'en aperçoive.
Des années plus tard, le professeur Jonathan Grant (Jack Taylor) commande un safari pour enquêter sur la disparition des éléphants en Afrique de l'Ouest. Parmi les explorateurs se trouvent un grand chasseur blanc, Rod Carter (Simón Andreu), deux femmes blondes (Elisabeth, María Kosty, et Carol, Loreta Tovar), et une femme mulâtre, Tunika (Kali Hansa). Le père d'Elisabeth a financé l'expédition. Ils tombent sur la clairière où les indigènes pratiquaient leurs rituels vaudou avant d'être exterminés à l'époque coloniale. Carol décide de prendre des photos de l'autel pour un article de magazine. Ils décident de camper à proximité.
Cette nuit-là, Carol retourne dans la clairière pour prendre d'autres photos d'ambiance. L'ancien missionnaire, désormais vêtu de peaux de léopard et doté de canines et de crocs semblables à ceux d'un félin, émerge de la jungle environnante et la soumet. Les bokor, morts depuis longtemps et ressuscités de leurs tumulus, recréent la cérémonie du prologue. Carol est fouettée et décapitée.
Le lendemain, les Européens restants partent à la recherche de Carol, mais ne découvrent que son appareil photo. Cette nuit-là, Carol, désormais vêtue de peaux de léopard, rejoint l'autre femme-léopard. Ensemble, elles se faufilent dans le camp. La brune tue le professeur Grant et détruit les photos de l'appareil de Carol qu'il était en train de développer. Liz, désemparée, a pris des somnifères lorsque personne n'a pu localiser son amie, et elle est groggy lorsque Carol apparaît dans sa tente. « Elizabeth, c'est moi, ta meilleure amie Carol ». « Nous pensions que tu t'étais perdue dans la jungle... » « C'est aussi bien. Viens ! » Les deux blondes quittent le camp et rejoignent l'autre femme-léopard dans la jungle. Au moment où Liz comprend ce qu'elles vont faire, les deux femmes léopards plongent leurs crocs dans son cou. Dans la lutte de Liz, la première femme-léopard est renversée et le collier qu'elle porte pour attacher son cou se fend. Sa tête coupée se libère et elle périt tandis que le sang jaillit de son cou.
Après une nouvelle journée de recherche infructueuse, Rod et Tunika préparent leur départ. Cette nuit-là, Carol est rejointe par Elizabeth, possédée par le démon, également vêtue de peaux de léopard et dont les nouveaux crocs brillent au clair de lune. Elles enlèvent Tunika, l'emmènent dans la clairière de cérémonie, la placent sur l'autel et l'ensanglantent à l'aide de leurs ongles et de leurs crocs acérés. Alors qu'ils posent les peaux de léopard sur sa chair déchiquetée, Rod émerge de la jungle et les abat tous les deux. Il jette ses cartouches dans le feu cérémoniel et les tirs aléatoires tuent le bokor ressuscité. Dans la confusion, il ramasse Tunika et l'emmène jusqu'à une jeep. Ils s'échappent et Tunika lui dit qu'elle « se sent déjà beaucoup mieux » dans la voix haletante des démons.

## Fiche technique
- Titre français : Les Nuits d'amour des sorcières[1]
- Titre original espagnol : La noche de los brujos[2]
- Réalisation : Amando de Ossorio
- Scénario : Amando de Ossorio
- Photographie : Francisco Sánchez
- Montage : Antonio Ramírez de Loaysa
- Musique : Fernando García Morcillo
- Décors : Cruz María Baleztena
- Maquillage : Miguel Sesé
- Production : Luis Laso, Ricardo Muñoz Suay (es)
- Société de production : Profilmes • Hesperia Films S.A.
- Pays de production :  Espagne
- Langue originale : espagnol
- Format : Couleur par Eastmancolor • 1,85:1 • 35 mm
- Durée : 94 minutes (1 h 24)
- Genre : Film d'épouvante fantastique
- Dates de sortie :
  - Belgique : 15 décembre 1974
  - Espagne : 16 décembre 1974
  - France : 1978[1]

## Distribution
- Simón Andreu : Rod Carter
- María Kosty (es) : Elizabeth Meredith
- Kali Hansa : Tunika
- Loreta Tovar : Carol Harris
- José Thelman : Tomunga
- Jack Taylor : Jonathan Grant
- Bárbara Rey : Agnès, la missionnaire